# جو والش (لاعب كرة قاعدة أمريكي)
جو والش (بالإنجليزية: Joe Walsh)‏ هو لاعب كرة قاعدة أمريكي، ولد في 14 أكتوبر 1886 في Minersville, Pennsylvania ‏ في الولايات المتحدة، وتوفي في 6 يناير 1967 في بوفالو في الولايات المتحدة.